# ماساشی کاواکامی
ماساشی کاواکامی (انگلیسی: Masashi Kawakami؛ زادهٔ ۲۳ فوریهٔ ۱۹۷۲) بوکسور اهل ژاپن بود.